# 井冈山站 (清绿铁路)
井冈山站位于内蒙古自治区阿拉善盟额济纳旗境内，是清绿铁路一个中间车站，距酒泉卫星发射中心92号发射基地5公里，因紧邻四号点号，故又名四号站。井冈山站西侧有一条废弃的三角线。